# オリヴァー・モートン (作家)

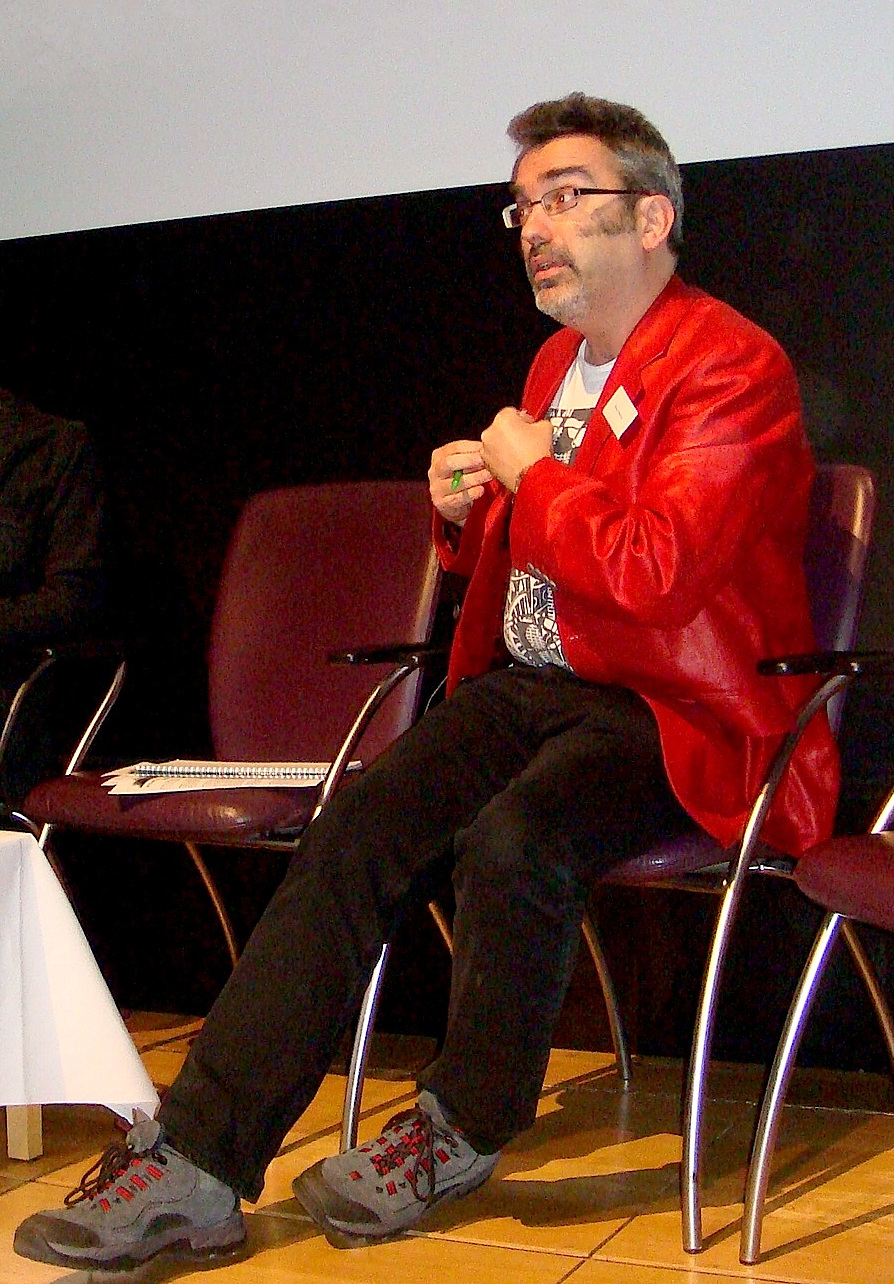
2007年

オリヴァー・モートン（Oliver_Morton、1965年 - ）は、イギリス出身の作家、ジャーナリスト、雑誌編集者、研究者、学者。
現在はケンブリッジ大学で科学の歴史、哲学の教授。

## 概要
エコノミスト誌やネイチャー誌などの編集者を務める。
グリニッジ在住。小惑星Morton, Oliverは彼の名からつけられた。